# تشارلز رافائيل دي ألميدا
تشارلز رافائيل دي ألميدا (بالبرتغالية: Charles Raphael de Almeida) هو لاعب كرة قدم برازيلي في مركز الوسط، ولد في 10 أبريل 1995 في ريو دي جانيرو في البرازيل. لعب مع نادي سانتا كروز.

## وصلات خارجية
- تشارلز رافائيل دي ألميدا على موقع قاعدة بيانات كرة القدم.إي يو (الإنجليزية)
- تشارلز رافائيل دي ألميدا على موقع Soccerway.com (الإنجليزية)